# حضارة الصين

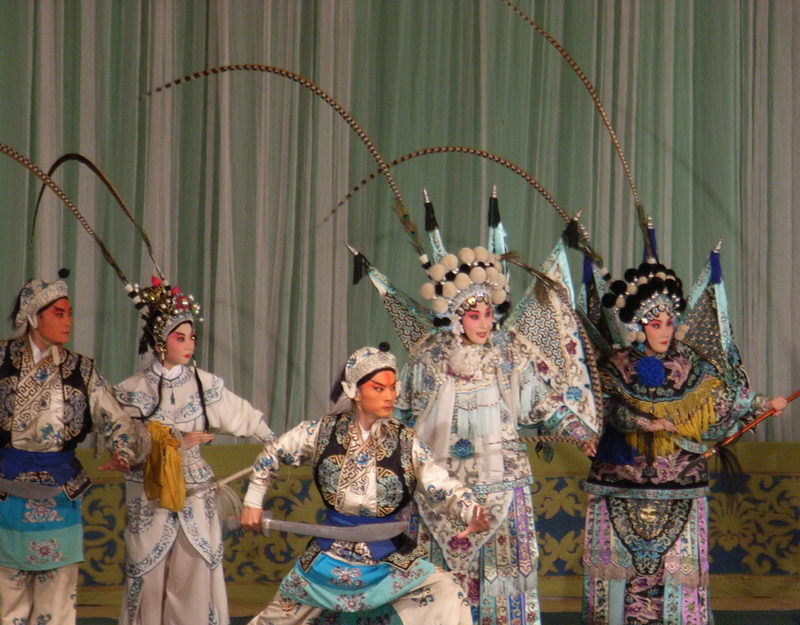
آداء الأوبرا الصينية في بكين (أوبرا بكين).

تعد الحضارة الصينية واحدة من أقدم الثقافات في العالم، وهي المنطقة التي تهيمنها الثقافة والتي تغطي منطقة جغرافية كبيرة في شرق آسيا بعادات وتقاليد متفاوتة جداً بين المحافظات والمدن وحتى القرى. ومن أهم مكونات الحضارة الصينية الأدب والموسيقى والفنون البصرية وفنون الدفاع عن النفس والمأكولات والدين وغيرها.

## الهوية
هناك 56 مجموعة عرقية معترف بها رسمياً في الصين. ومن بين كل هذه الأرقام تعد قومية هان من أكبر المجموعات. وعلى مر التاريخ فإن الكثير من المجموعات تندمج في الأعراق المجاورة أو تختفي. إن الهوية التقليدية داخل المجتمع له علاقة بشكل كبير مع تمييز اسم العائلة. إن الهوية التقليدية داخل المجتمع تقوم بتمييز اسم العائلة بشكل كبير. الإقليم المقال الأساسي كنوز الأسلاف الثلاثة تغطي الثقافة التقليدية الصينية أقاليم جغرافية كبيرة حيث أن المناطق مقسمة إلى ثقافات فرعية مستقلة، غالباً ما تمثل كل منطقة ثلاثة مواضيع مستمدة من الأسلاف. وعلى سبيل المثال فإن قوانغدونغ (غوانغدونغ) متمثلة بتشينبي (تشينبي) واجيد جينجر (aged ginger)و هاي (hay).. وتشمل الأخرى المدن القديمة مثل لينان هانغتشو (هانغتشو)، التي تشمل أوراق الشاي والخيزران الجوز الجذع وجوز الخيزران تبادل لإطلاق النار.

## المجتمع

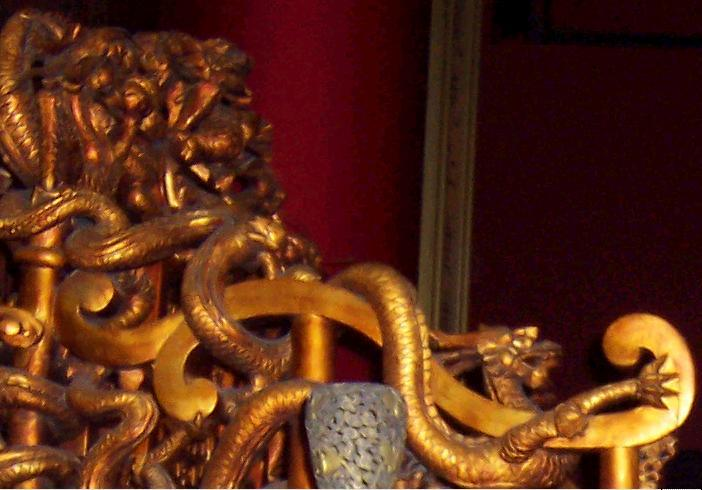
تفاصيل من الذهب على العرش الذي استخدمه الإمبراطور تشيان لونغ (الإمبراطور تشيان لونغ(. كان التنين الصيني رمزاً محفوظًا للإمبراطورالصين أو الأسر الإمبراطورية ذات المستوى العالي خلال عهد أسرة تشينغ الملكية (Qing Dynasty).

تفاصيل من الذهب على العرش الذي استخدمه الإمبراطور تشيان لونغ (Qianlong Emperor). كان التنين الصيني رمزاً محفوظًا للإمبراطورالصين أو الأسر الإمبراطورية ذات المستوى العالي خلال عهد أسرة تشينغ الملكية (Qing Dynasty). البنية الاجتماعية المقال الأساسي البنية الاجتماعية في الصين منذ فترة الملوك الثلاثة والأباطرة الخمس كان لبعض من أشكال الملك الصيني السيطرة قبل كل شيء. كان لكل فترة تاريخية اسم مختلف نسبةً للمواقف المختلفة داخل المجتمع. فنظرياً إن كل فترة إمبراطورية أو إقطاعية متشابهة فبالنسبة للحكومة والمسؤولين العسكريين يحصلون المستويات العالية في التسلسل الهرمي أما بقية السكان فهم تحت القانون الصيني العادي، نظمت الجمعية الصينية التقليدية إلى منظومة هرمية من الفئات الاجتماعية الاقتصادية المعروفة باسم المهن الأربع من أواخر عهد أسرة تشو (Zhou Dynasty) (1046–256 قبل الميلاد) وما بعده.
وبالرغم من ذلك فإن هذا النظام لا يغطي جميع الفئات الاجتماعية في حين أن التمييز بين جميع الفئات أصبح غير واضح منذ الاستغلال التجاري للثقافة الصينية في عهد أسرة سونغ (Song Dynasty) (960–1279 م). أخذ التعليم الصيني القديم تاريخًا طويلًا فمنذ زمن سلالة سوى (Sui Dynasty)(581–618 CE) استعد المرشحين المتعلمين للامتحانات الإمبراطورية التي اختارت خريجي الامتحان للعمل في الحكومة كباحثين بيروقراطيين. والذي يؤدي إلى إنشاء الجدارة على الرغم من أن النجاح كان متاح للذكور فقط الذين يمكنهم تقديم الاختبار التحضيري. تتطلب الامتحانات الإمبراطورية من المتقدمين كتابة المقالات وإظهار اتقانها للكنفوشيوسية الكلاسيكية. حيث يصبح الذين حصدوا أعلى مستوى في الامتحان نخبة من الباحثين المسؤولين المعروفة بجينشى الذين لهم وضع الاجتماعي اقتصادي المحترم جداً. تطورت البنية الأسطورية الرئيسية حول موضوع اختبارات اساطير الإمبراطورية. والتي عادة ما كان المدرس يعلمهم الصنائع والحرف. كتبت المؤرخة Ban Zhao كتاب Lessons for Women «عهد أسرة هان» وأوجزت أربع فضائل على المرأة أن تلتزم بها، بينما قام العلماء Zhu Xi و Cheng Yi بالتوسع بناء عليها.

## القيم الاجتماعية
كان هناك صراع بين الفلسفات في كثير من الأحيان فمثلاً يعتقد اSong Dynasty Neo-Confucians بابتعاد الروح الأصلية للكونفوشية. وحتى اليوم فإن الاختبارات وثقافة الجدارة ما تزال ذات قيمة في الصين. ففي السنوات الأخيرة دعا عدد من كونفوشية حديثة إلى أن المُثل الديمقراطية وحقوق الإنسان متوافقة تماما مع الكونفوشيوسية التقليدية «القيم الآسيوية».
ومع زيادة القوة الاقتصادية والعسكرية الأوروبية ابتداءً من منتصف القرن التاسع عشر اكتسبت الأنظمة الغير صينية من المنظمات الاجتماعية والسياسية اعتناقًا في الصين. بعض من هؤلاء الاصلاحيين رفض تماما الإرث الثقافي في الصين، بينما البعض الآخر يسعى إلى الجمع بين نقاط قوة الثقافات الصينية والأوروبية. إن تاريخ الصين في القرن العشرين هو أحد القرون التي تم تجريب أنظمة جديدة للمنظمات الاجتماعية والسياسية والاقتصادية والتي تسمح بإعادة الإدماج للأمة في أعقاب انهيار الأسر الحاكمة.

## اللغة

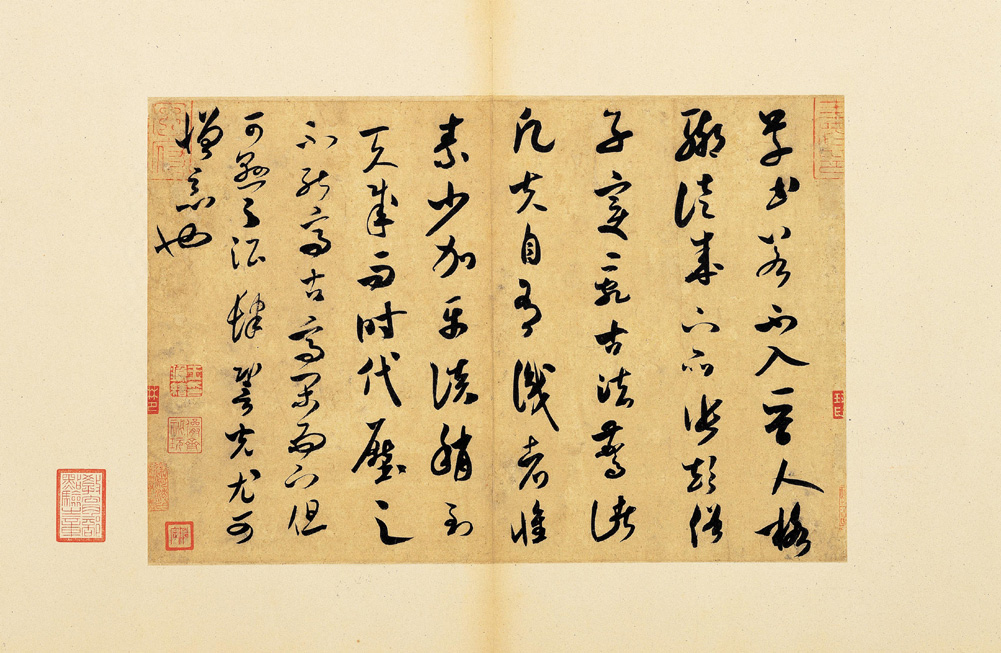
مخطوطة صينية خطها Song Dynasty (1051-1108 م) و الذي كتبها Mi Fu. المقال الأساسي اللغة الصينية و تاريخ ماندارين

مخطوطة صينية خطها (Song Dynasty) (1051-1108) والذي كتبها Mi Fu. المقال الأساسي لاللغة الصينية وتاريخ ماندارين
وكان المعيار الخطي القديم هو الصينية الكلاسيكية Classical Chinese. حيث كان يستخدم منذ آلاف السنين ولكن معظمها كان محجوز للعلماء والمثقفين الذين يشكلون الفئة العليا من المجتمع تسمى «شي دا فو (士大夫）». أصبح الخط لاحقًا تجارياً حيث يعمل به الفنانين المشهورين فأصبح من ممتلكاتهم الثمينة. أخذ الأدب الصيني زمنًا طويلًا منذ القدم حيث أن أقرب عمل في الصين هو I Ching أو «كتاب التغيرات» حيث يعود إلى حوالي 1000 قبل الميلاد. إن ازدهار الفلسفة خلال فترة الدول المتحاربة أنتجت هذه الأعمال الجديرة بالذكر مثل كونفوشيوس Analects و Tao Te Ching. انظر ايضًا الكلاسيكية الصينية الموسيقى والرقص المقالات الرئيسية الموسيقى الصينية والرقص الصيني ارتبطت الموسيقى بالرقص في الصين مبكرًا. تعود الموسيقى الصينية إلى فجر الحضارة الصينية كما أن الوثائق والتحف أعطت دليلاً على تطور الثقافة الموسيقية في «عهد أسرة تشو» (1122 قبل الميلاد-256 قبل الميلاد). تشمل موسيقى «سلالة تشو» المعاصرة المسجلة في النصوص الصينية القديمة طقوس تسمى يايا yayue ويرتبط كل مقطع منها برقصة. تعود بعض أقدم الموسيقى المكتوبة إلى عهد الفيلسوف الصيني كونفوشيوس. كان أول توثيق جيد لازدهار للموسيقى الصينية تشين qin في «عهد أسرة تانغ»، على الرغم من أن الآلة الموسيقية لعبت دورًا كبير قبل «أسرة هان». . وهناك العديد من الآلات الموسيقية والتي هي جزء لا يتجزأ من الثقافة الصينية، مثل شون (musical instruments) (الاكرينا) و (Xun) (آلة القانون)، الغوكين (Ocarina) وشنغ وشياو (الناي العمودي)و erhu (كمان ألتو أو العود المنحني)و pipa (عود على شكل كمثرى) وغيرها العديد.

## الفنون

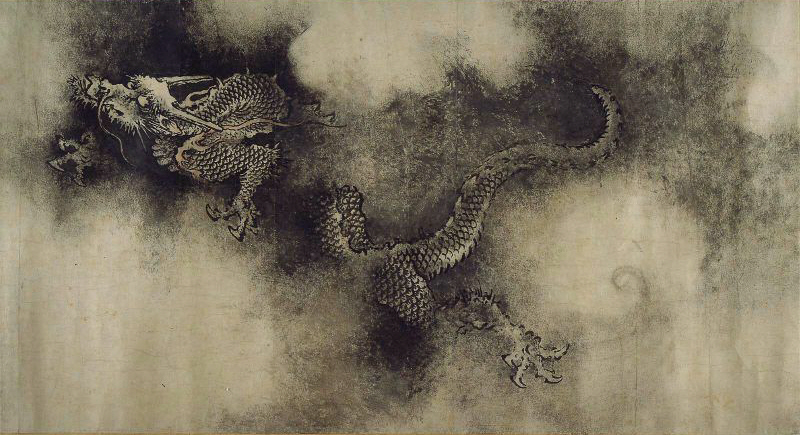
مشهد هاندسكرول- وهو فن عن طريق الرسم - "التنانين التسعة" لتشن رونغ، 1244 م، عهد أسرة سونغ الصينية، متحف الفنون الجميلة، وبوسطن.

مشهد هاندسكرول- وهو فن عن طريق الرسم - «التنانين التسعة» لتشن رونغ، 1244 م، عهد أسرة سونغ الصينية، متحف الفنون الجميلة، وبوسطن.
تأثرت مختلف الأشكال من الفن بالفلاسفة العظماء والمدرسين والشخصيات الدينية وحتى الشخصيات السياسية. يشمل الفن الصيني جميع جوانب الفنون الجميلة والفنون التطبيقية وفنون الأداء. كما كانت صناعة الفخار أحد أشكال الفن الأولى في العصر الحجري. تأثرت الموسيقى والشعر الصيني المعاصريين بكتاب الأغاني «كتاب الأغاني» Book of Songs والشاعر ورجل الدولة الصيني تشو يوان. Chinese painting يحظى فن الرسم الصيني بتقدير كبير في دوائر المحكمة والتي تشمل مجموعة متنوعة واسعة من ولاية شأن شوي مع أنماط المتخصصة مثل اللوحة «أسرة مينغ». استندت الموسيقى الصينية المعاصرة على القرع على الآلات الموسيقية التي وهبتها مؤخرًا للآلات الوترية وآلات القصب والمزمار. أصبح فن قص الورق في عهد سلالة هان شكل من أشكال الفن جديد بعد اختراع الورق. كما قًدمت الأوبرا الصينية وتشعبت إقليمياً بإضافتها إلى أشكال الأداء الأخرى مثل الفنون المتنوعة.

## الفنون القتالية

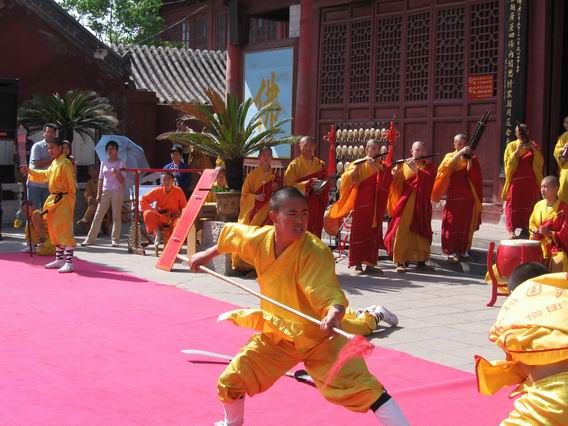
الكونغ فو في دير داكسيانجو، كايفنغ. المقالات الرئيسية فنون القتال الصينية و قائمة فنون القتال الصينية

الكونغ فو في دير داكسيانجو، كايفنغ. المقالات الرئيسية فنون القتال الصينية وقائمة فنون القتال الصينية
المقالات الرئيسية فنون القتال الصينية وقائمة فنون القتال الصينية تعدّ الصين أحد المنابع الرئيسية لفنون الدفاع عن النفس في الشرق. تجتمع فنون الدفاع عن النفس الصينية لتعطي اسم الكونغ فو (غونغ) «الإنجاز» أو «الجدارة» و (فو) «الرجل» وهكذا تعطي «الإنجاز البشري») أو (سابقا وفي بعض السياقات الحديثة) 
```
(«فنون الدفاع عن النفس» أو «الفنون العسكرية»). كما تشمل الصين أيضاً على أرض Shaolin Monasteryو Wudang Mountains الذي حظيا على احترامًا كبيرًا. بدأ الجيل الأول من الفن بغرض البقاء على قيد الحياة أثناء الحرب أكثر من كونه فن. ومع مرور الوقت تشعبت بعض أشكال الفن بينما استطاع الآخرون بالاحتفاظ بنكهة صينية مميزة. بغض النظر عن ذلك فقد أنتجت الصين بعض من أشهر الفنانين في الفنون القتالية بما في ذلك فأي وونغ هونغ والعديد من الآخرين. تعايشت الفنون أيضا مع مجموعة متنوعة من الأسلحة بما في ذلك الـ 18 سلاح. كما أن حركة Dim Mak الأسطورية والمثيرة للجدل أخذت مكانًا في الثقافة.
```

## الأزياء

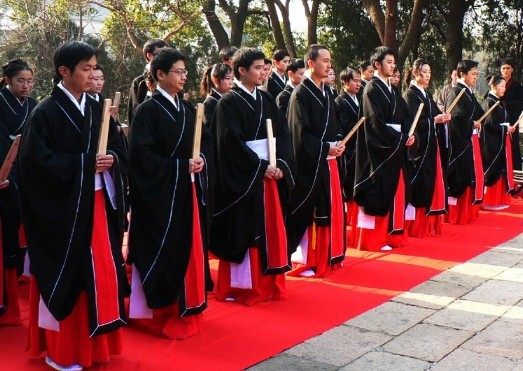

تتباهى مختلف الطبقات الاجتماعية في عصور مختلفة باتجاهات مختلفة من الأزياء فاللون الأصفر أو الأحمر محجوز عادة للإمبراطور. ويغطي تاريخ الأزياء في الصين منذ مئات السنين الملابس الملونة والمتنوعة. وفي«عهد أسرة تشينغ» أحدثت آخر سلالة إمبراطورية تحول جذري في ملابس، فالملابس التي قبل عصر «أسرة تشينغ» يشار إليها هانفو أو ملابس هان الصينية التقليدية. وقد استخدمت العديد من الرموز مثل فينيكس phoenix لأغراض الزينة والأغراض الاقتصادية.

## الفن المعماري
يعدّ فن العمارة الصيني من السمات المميزة للحضارة منذ زمن طويل ويمكن الإطلاع على أمثلة عمرها أكثر من 2000 سنة. هناك بعض السمات المشتركة للهندسة المعمارية الصينية، بغض النظر عن المنطقة المحددة أو الاستخدام. حيث ترتكز أهميته على العرض وتعدّ القاعات الواسعة للمدينة Forbidden City مثال على ذلك. وفي المقابل تركز العمارة الغربية على الارتفاع على الرغم من وجود استثناءات مثل المعابد.
يعدّ التماثل ميزة مهمة والذي تضمن معنى الإحساس بالعظمة كما أنه يُطبق على كل شيء من القصور وبيوت المزارع. إن الاستثناء الوحيد هو في تصميم الحدائق والذي يميل إلى أن يكون غير متماثل قدر الإمكان. مثل اللوحات التمرير الصيني والمبدأ الذي تقوم عليه بنية الحديقة وهو إنشاء تدفق دائم للسماح لناس الاستمتاع بالحديقة بدون أمر كما هو الحال في الطبيعة تلقاء نفسها. وقد لعب Feng shui جزءًا مهمًا في التنمية الهيكلية.

## المسليات
هناك عدد من الألعاب والمسليات المشهورة في الحضارة الصينية. من أكثر الألعاب شعبية لعبة ماه جونغ Mah Jong. كما تُستخدم القطع نفسها في العاب أخرى مثل شنقهاي سوليتر Shanghai Solitaire. وتشمل الآخرى الباي غاو pai gow وباي غاو بوكر pai gow poker وألعاب الضومنة bone domino الأخرى. كما أن لعبتي غو وxiangqi مشهورًا أيضًا. كما تعدّ لعبة Chinese yo-yo إحدى الألعاب العرقية التي لها مكانًا في الحضارة.

## معرض صور

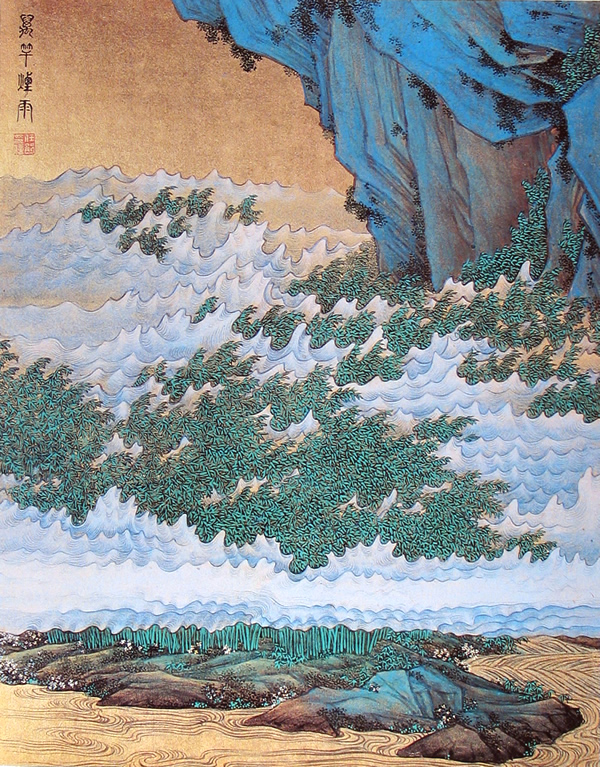
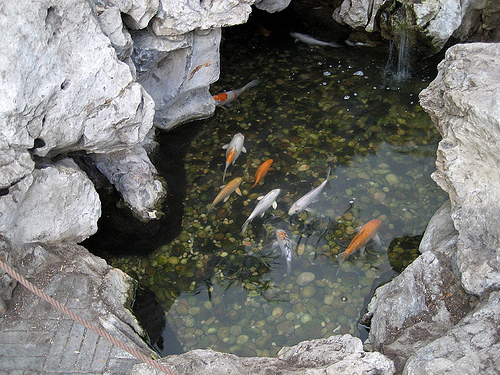
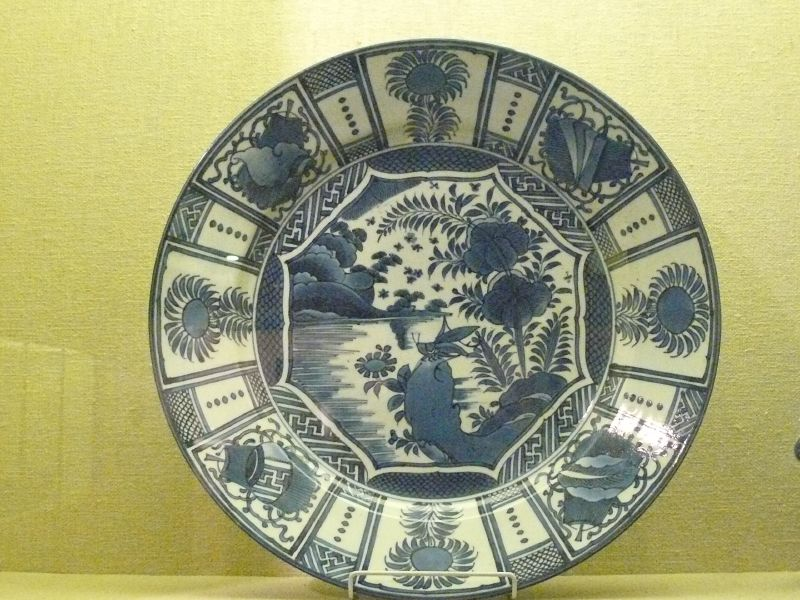
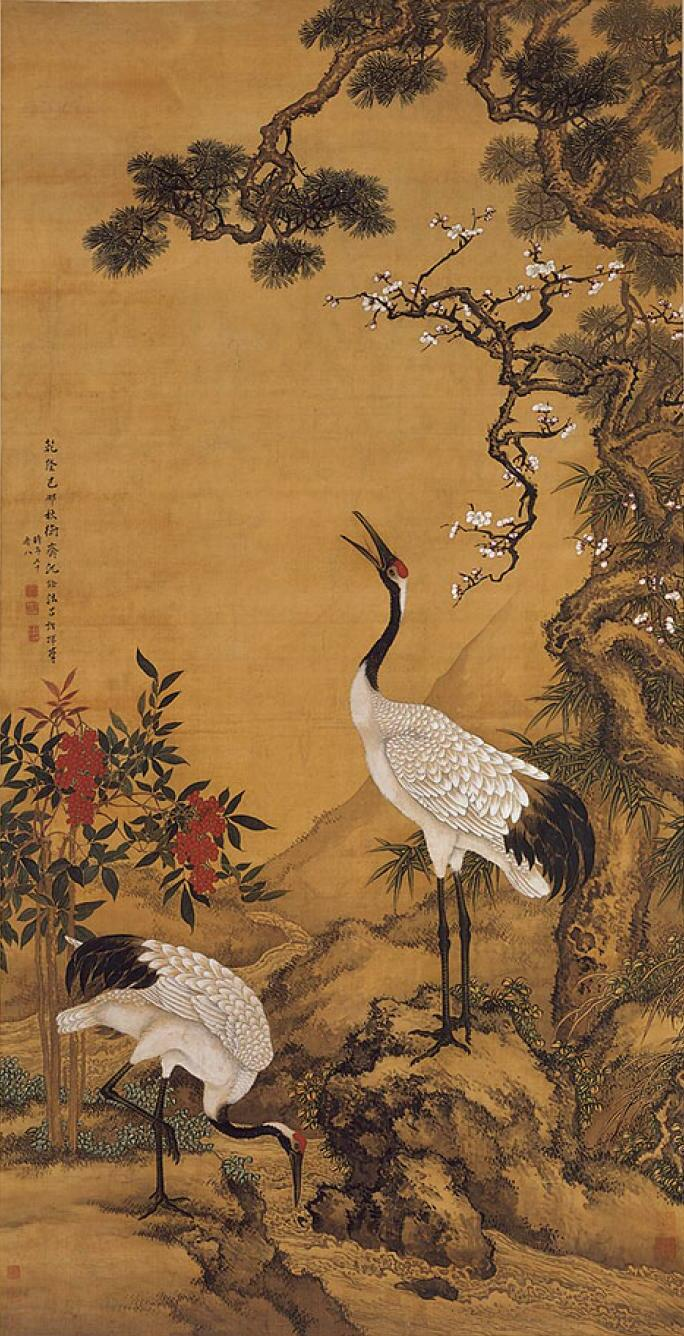
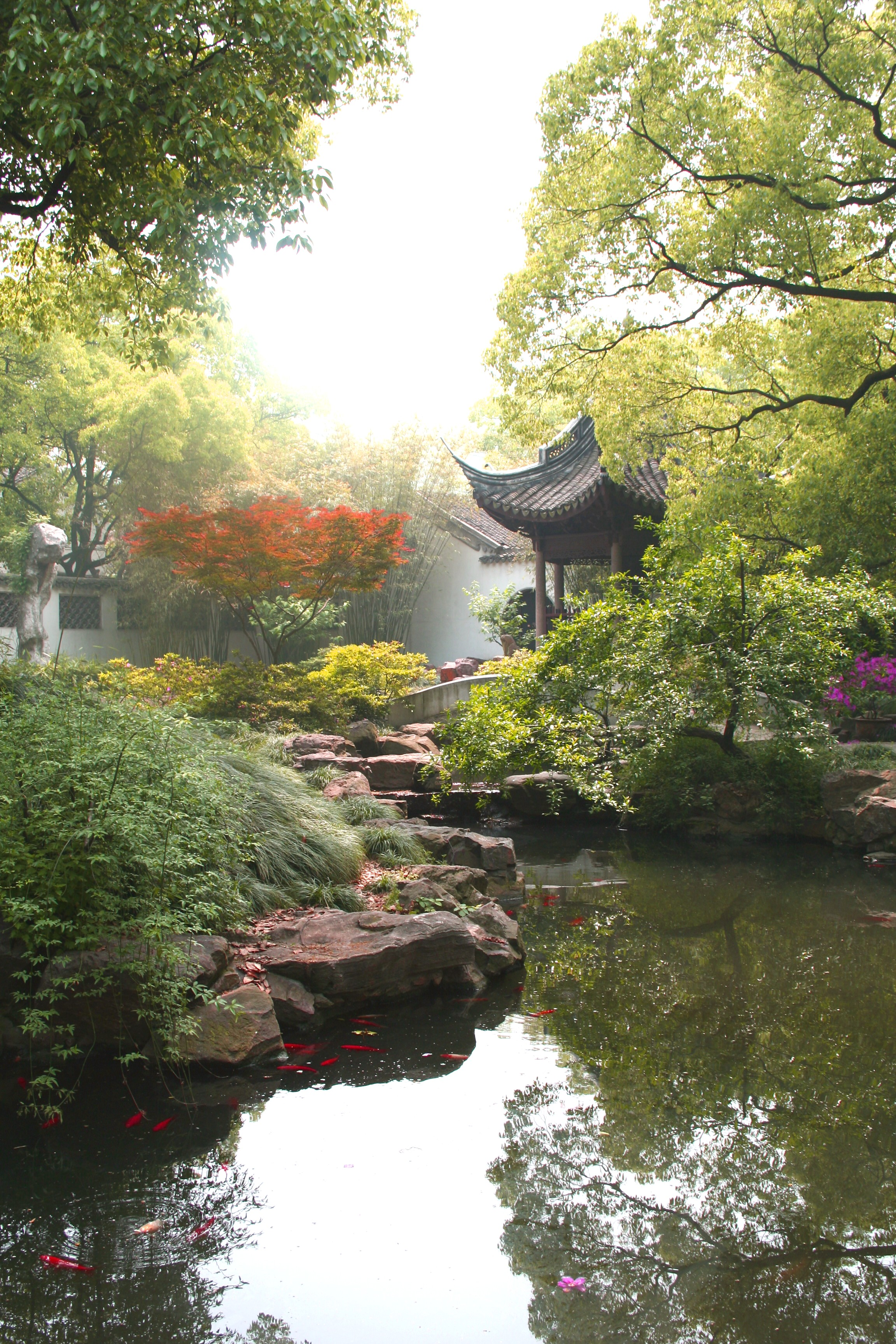

## اقرأ أيضاً
- العمارة الصينية
- الاختراعات الأربعة العظيمة للصين القديمة
- الآداب الاجتماعية في آسيا
- ثقافة باشو